# Kazimierz Dolny

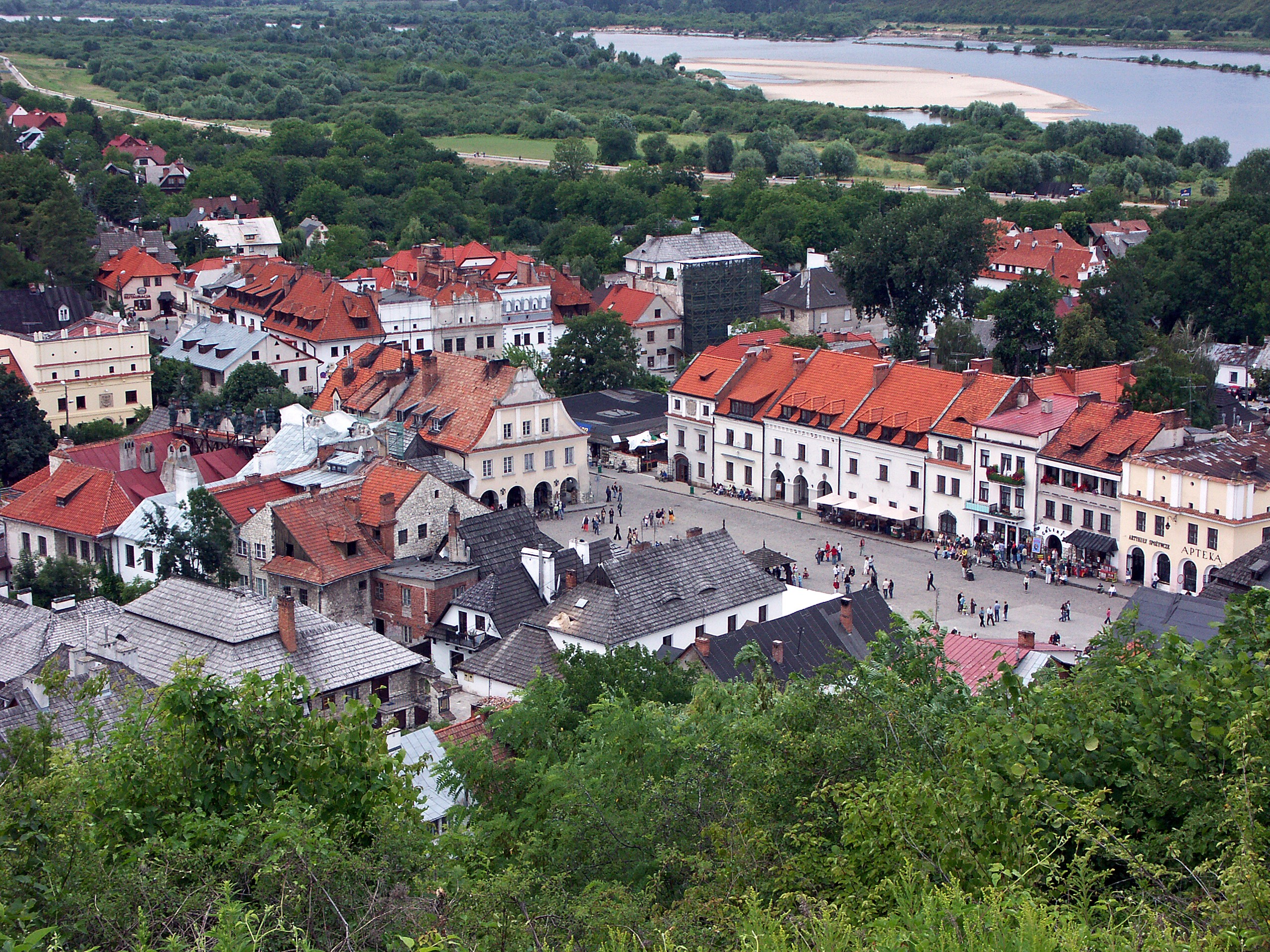
El mercat a Kazimierz

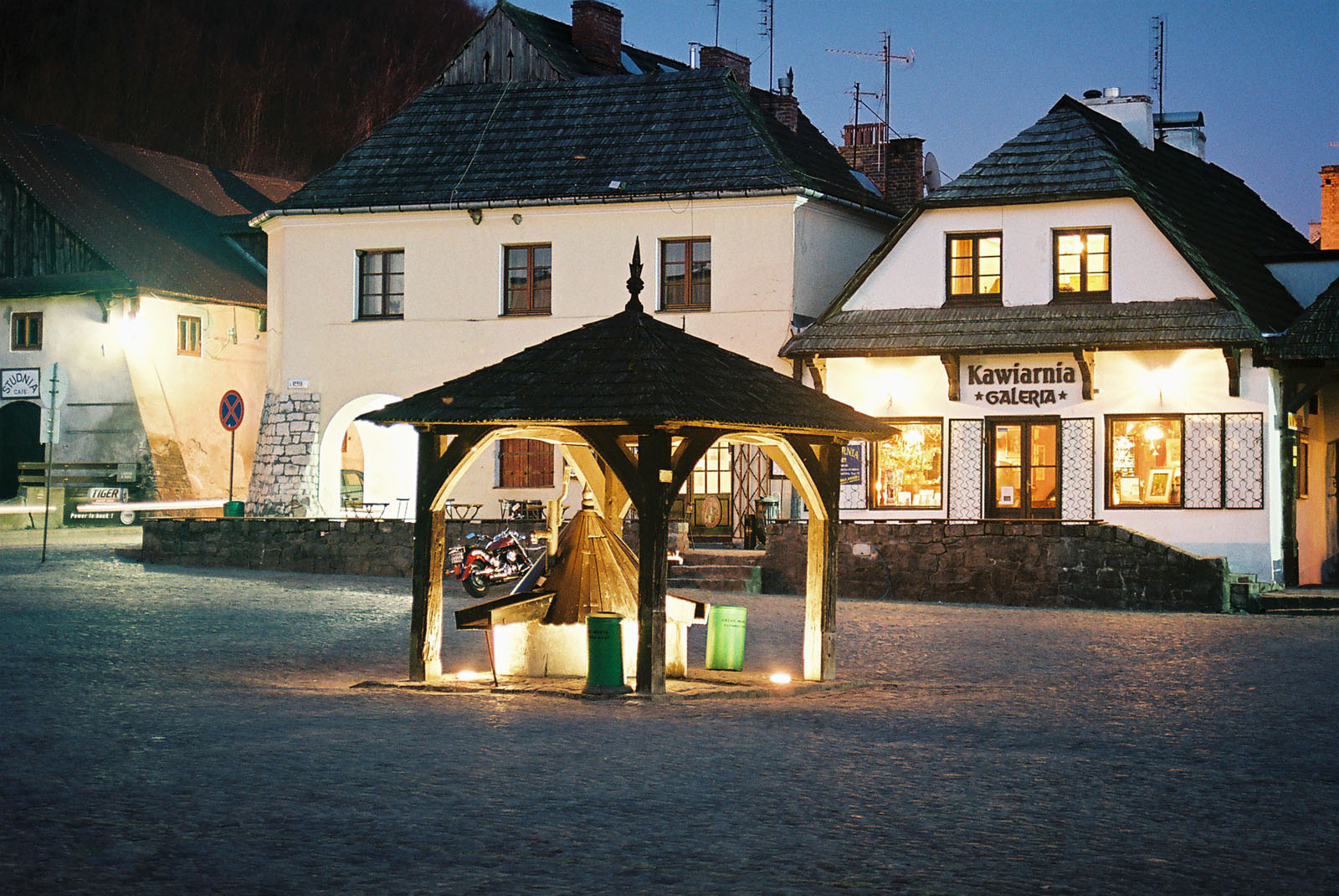
El mercat a Kazimierz

Kazimierz Dolny (jid. קוזמיר Kuzmir, Kazimierz nad Wisłą) – és una població de l'est de Polònia, a la Voivodat de Lublin. Històricament situat a Petita Polònia. És el seient del gmina (comuna) urbà-rural de Kazimierz Dolny. Part del triangle turístic: Puławy - Kazimierz Dolny - Nałęczów. D'acord amb les dades del 31 de desembre de 2008, la ciutat tenia 3.485 habitants.

## Història
La història de Kazimierz Dolny es remunta al segle 11, quan en un dels turons locals hi va haver un assentament benedictí anomenat Wietrzna Gora. El 1181, el príncep Casimiro II el Just va donar l'assentament a les monges norbertinos del districte de Cracòvia de Zwierzyniec. Les monges va canviar el seu nom pel de Kazimierz, en honor del príncep. Per primera vegada, el Kazimierz nom apareix en les cròniques el 1249. Més tard, l'adjectiu Dolny (Baixo) es va afegir, per distingir la ciutat des del poble jueu de Kazimierz - ara un barri de Cracòvia. Al segle 14, el poble va esdevenir una possessió real, i el rei Ladislau I el Breu va fundar aquí una església parroquial en 1325.
Fundació de la ciutat s'atribueix al fill de Ladislau, el rei Casimir III el Gran, qui va atorgar-li drets de ciutat a la primera meitat del segle xiv. Més tard, el rei Ladislau II Jagelló va modernitzar Kazimierz Dolny, la creació d'una ciutat moderna, amb una plaça de mercat i els carrers. En aquest moment, es va prendre la decisió de no construir cap casa al costat nord de la plaça del mercat, per tal de no obstruir la visió de l'església i el castell.
En 1501 Kazimierz Dolny va esdevenir la casa d'un starosta, i la ciutat va passar a mans de la noble família Firlej, romanent en el seu poder fins a 1644. A dues vegades els Firlej van reconstruir la ciutat i el castell, després dels incendis del 1561 i 1585. Es preocupaven per l'estat privilegiat de Kazimierz Dolny, com a ciutat comercial, situat al llarg de la via fluvial ocupat del Vístula. En 1628, els frares franciscans es van establir a Kazimierz, van construir un monestir i va ampliar l'església.
L'edat d'or de Kazimierz Dolny va acabar el febrer de 1656 (vegeu el Diluvi), quan les tropes sueques sota el regnat de Carlos X Gustavo van cremar i saquejar la ciutat. El nombre d'habitants es va reduir, i el rei Joan III Sobieski va tractar de millorar la situació, de manera que el 1677 els comerciants grecs, armenis i jueus a establir-se en Kazimierz Dolny. Mentrestant, el comerç rendible del riu Vístula va arribar a la seva fi, ja que no hi havia demanda de cereals de Polònia en Europa occidental. Al segle 18, com a resultat de les particions de Polònia, Kazimierz Dolny es va tallar del port de Danzig i convertit en una ciutat amb una importància secundària.
Des de finals del segle xix, els residents rics de Lublin i Varsòvia es van interessar en el poble pintoresc. Balnearis i viles van ser construïdes, i el 1927, ja en la Segona República de Polònia, Kazimierz Dolny, un cop més va esdevenir una ciutat. Parcialment destruït en la Segona Guerra Mundial, va ser reconstruïda, i el 8 de setembre de 1994, el centre de la ciutat va ser reconeguda oficialment com a monument històric.

## Comunitat jueva
Una petita comunitat jueva va estar present a la ciutat des dels temps de Casimiro III el Gran al segle 14. El rei va concedir als jueus el recurs dels drets que van causar la ciutat per esdevenir un punt focal per a la immigració jueva. Quan Joan III Sobieski va esdevenir rei en 1674, va concedir els jueus de Polònia el descans dels impostos. Sobieski també va confirmar als Jueus de tots els drets que havien estat concedits pels reis anteriors. Durant el seu regnat, les restriccions d'habitatge van ser abolits i la comunitat jueva va començar a florir de nou.
Al segle xix, Yehezkel Taub, un deixeble del Yaakov Itzjak de Lublin, va fundar la dinastia jasídica de Kuzmir (nom jiddisch de Kazimierz) a la ciutat.
Entre les dues guerres mundials i la segona, la població jueva era de 1.400, la meitat de la població total de la ciutat. Durant l'Holocaust era, un Judenrat es va establir a la ciutat, on els alemanys nazi van obligar a jueus de la ciutat a realitzar treballs forçats i pavimentar els carrers amb làpides del cementiri jueu local. Després de l'Holocaust, un mur commemoratiu va ser erigit amb les peces que van sobreviure. El 1940, els nazis van establir un gueto, de manera que tots els jueus del voltant Districte Puławy a viure al gueto. El 1942, els jueus que van sobreviure a la fam, la malaltia i el treball esclau van ser portats a Bełżec per ser exterminats. A finals de 1942, la ciutat va ser declarada oficialment "lliures dels Jueus".
Un dels residents jueus més famosos de la ciutat era el pintor i escultor Chaim Goldberg. Un altre va ser el destacat periodista S. L. Shneiderman, que va escriure sobre Kazimierz Dolny en el seu llibre "El Riu recorda".